# Curtiss SB2C Helldiver
«Кертіс» SB2C «Геллдайвер» (англ. Curtiss SB2C Helldiver) — американський палубний пікіруючий бомбардувальник виробництва авіакомпанії Curtiss-Wright. Літак створювали для заміни Douglas SBD Dauntless і його активно використовували у другій половині Другої світової війни.

## Історія створення

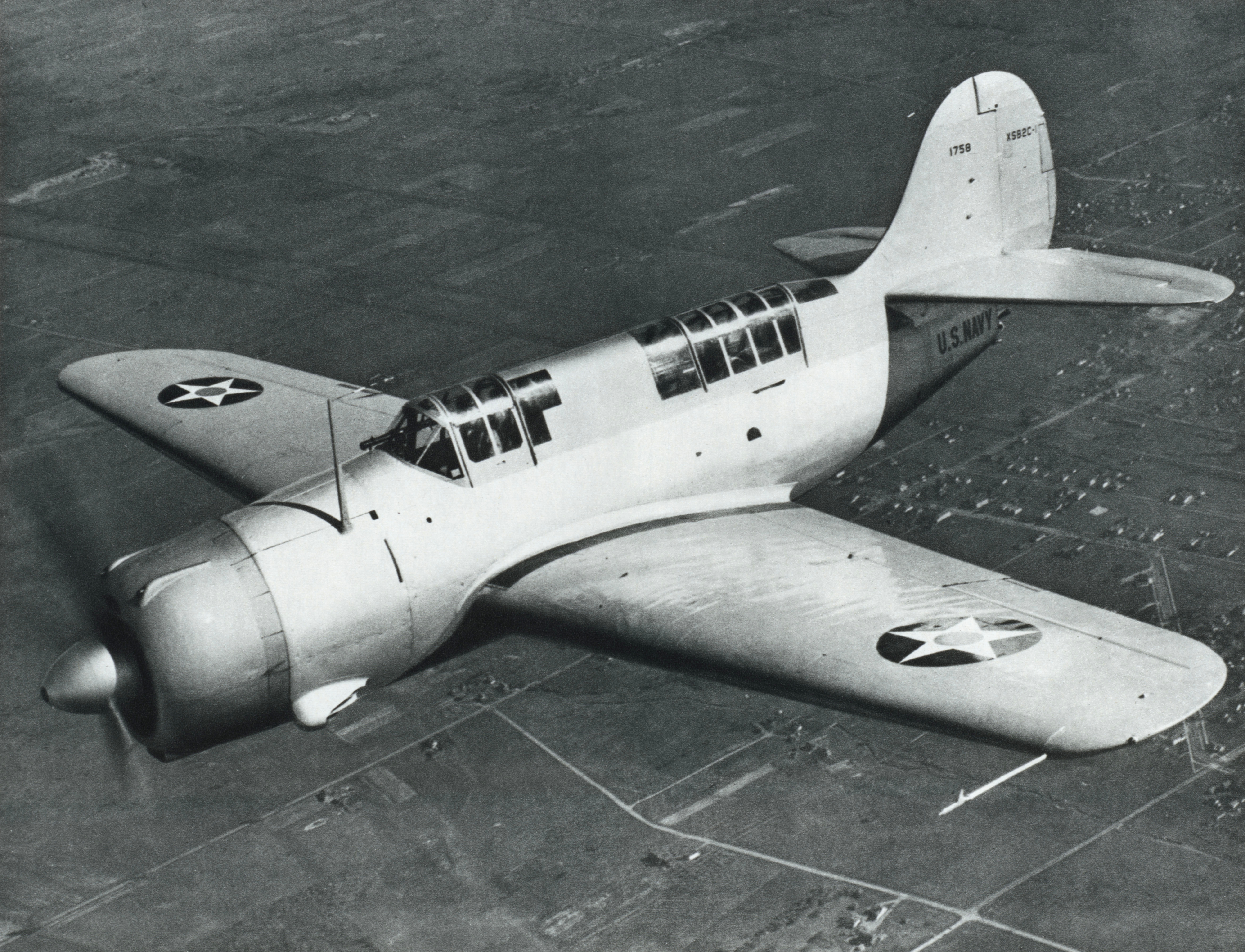
Прототип XSB2C-1

В серпні 1938 року командування ВМС оголосило конкурс на новий перспективний палубний пікіруючий бомбардувальник, який мав б замінити ще не прийнятий на озброєння Douglas SBD Dauntless. Новий літак мав нести 454 кг бомб (одну 454 кг або дві 227 кг.) в внутрішньому відсіку. Також накладались жорсткі обмеження на розміри літака — командування хотіло, що б на платформі ліфта авіаносця поміщалось два літаки. Заохочувалось використання 14-и циліндрового двигуна Wright R-2600.
В конкурсі взяли участь шість компаній, і в травні 1939 року переможцем був визнаний проєкт компанії Curtiss-Wright. Початкове проєктування було завершене до кінця 1939 року, але відшліфовування форми за результатами досліджень в аеродинамічній трубі зайняло багато часу і перший прототип XCB2C-1 вперше піднявся в повітря тільки 18 грудня 1940 року. Проте замовлення на перші 370 літаків було зроблене ще до цієї дати, як виявилось зашвидко, оскільки перший прототип показав погану стійкість і керованість, також були проблеми з двигуном. Процес виправлення прорахунків зайняв час, а 21 грудня 1941 року перший прототип розбився, що ще більше затримало початок серійного виробництва.
Перший серійний SB2C-1 «Геллдайвер» був готовий тільки в червні 1942 року, а до 1945 року було виготовлено 7140 літаків. Окрім Curtiss літак виготовлявся канадськими компаніями CC&F і Fairchild Canada. Літаки CC&F позначались SBW, а Fairchild — SBF.

## Основні модифікації
- SB2C-1 — був оснащений двигуном Wright R-2600-8 потужністю 1700 к.с. Курсове озброєння складалось з чотирьох 12,7-мм кулеметів, захисне з одного 12,7-мм кулемета, або двох 7,62-мм кулеметів. Бомбове навантаження — одна 454 кг бомба, або дві по 227 кг в бомбовому відсіку. Була можливість переносити 726 кг бомбу, або торпеду при цьому бомболюк не закривався. Додатково під крилом можна було підвісити по одній 45 кг бомбі або 220 літрові паливні баки. (238 літаків, з них 38 — SBW-1)
  - SB2C-1C — SB2C-1 тільки курсове озброєння замінено на дві 20-мм гармати.(856 літаків, з них 50 — SBF-1, 28 — SBW-1B)
- SB2C-3 — оснащувався двигуном Wright R-2600-20 потужністю 1900 к.с., озброєння аналогічне SB2C-1C. (1675 літаків, з них 413 — SBW-3, 150 — SBF-3)
  - SB2C-3E — SB2C-3 p радіолокаційною станцією AN/APS-4
- SB2C-4 — озброєння посилено підвісними некерованими ракетами. (2415 літаків, з них 270 — SBW-4E, 100 — SBF-4E)
  - SB2C-4E — SB2C-4 p радіолокаційною станцією AN/APS-4
- SB2C-5 — збільшено розмір баків, змінено конструкцію кабіни. (1055 літаків, з них 85 — SBW-5)
- A-25A «Shrike» — SB2C-1 що розроблявся для ВПС. Механізм складання крила і тормозний гак були прибрані. (900 екз.)

## Історія використання

### Збройні сили США

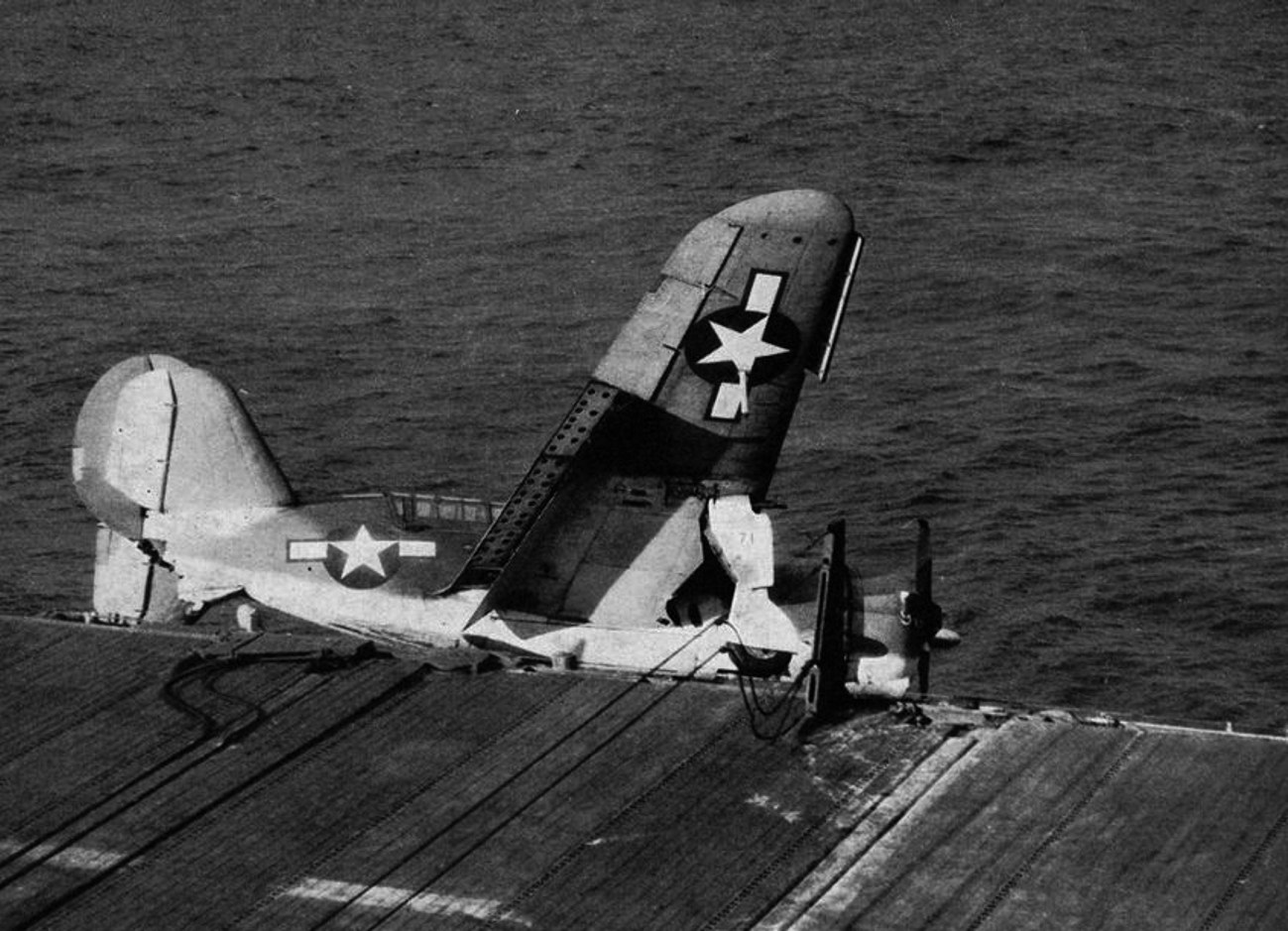
Розбитий при посадці SB2C на авіаносці «Шангрі-Ла». 1945 рік.

SB2C-5 корпусу морської піхоти летять на місію в Давао

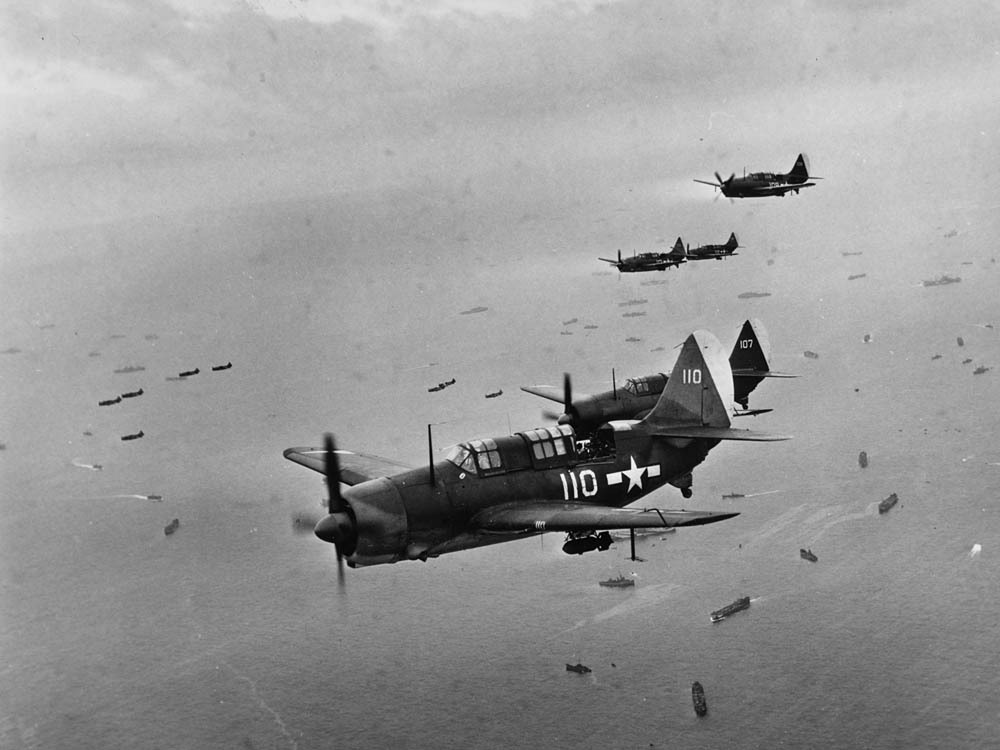
SB2C з «Йорктауна» під час боїв за Іодзіму

Найшвидше «Гелдайвери» отримав авіаносець «Йорктаун», але освоєння літака було дуже повільне — літак був порівняно важкий і часто зазнавав аварії при посадці. Перші дві ескадрильї «Йорктауна» VB-4 і VB-6 повністю освоїли літак лише в травні 1943 року, а бойове хрещення відбулося тільки 11 листопада. В той день ескадрилья VB-17 злетівши з авіаносця «Банкер Гілл» завдали удару по Рабаулу, пізніше «Геллдайвери» підтримували американські десантні операції, зокрема десант на острів Тарава. Використання літаків було успішним і з січня 1944 року було прийнято почати поступове переозброєння всіх ескадрилей з Dauntless на «Геллдайвери».
Першою великою морською битвою для «Геллдайверів» стала битва в Філіппінському морі 19-20 червня 1944 року. В ній взяли участь п'ять ескадрилей SB2C — 174 літаки. В цьому бою втрати були значними, зокрема з першої хвилі з 47 літаків на авіаносці повернулись 4. Щоправда від вогню противника було втрачено тільки 4, решта 39 були змушені сісти на воду, або розбились при спробі нічної посадки.
Значні небойові втрати не вплинули на відношення до літака, і в наступній великій битві — в затоці Лейте взяли участь дев'ять ескадрилей «Геллдайверів». 24 жовтня саме ескадрильї «Геллдайверів» і «Авенджерів» потопили японський лінкор «Мусасі». Надалі SB2C використовувався в усіх операціях американського флоту, зокрема 7 квітня 1945 року «Геллдайвери» потопили лінкор «Ямато». В цей ж час він став єдиним палубним пікірувальником американського флоту.
Окрім ВМС SB2C використовував Корпус морської піхоти США для підримки десантних операцій. Після війни SB2C залишався основним палубним пікірувальником до 1947 року, коли його функції було перекладено на Douglas A-1. До 1949 року тривало переозброєння, потім ще деякий час «Геллдайвер» був в резерві.
Армійський варіант літака A-25A в бойових діях участі не брав. Частину літаків використовували для морського патрулювання, але більшість стали тягачами повітряних мішеней.

### Інші країни

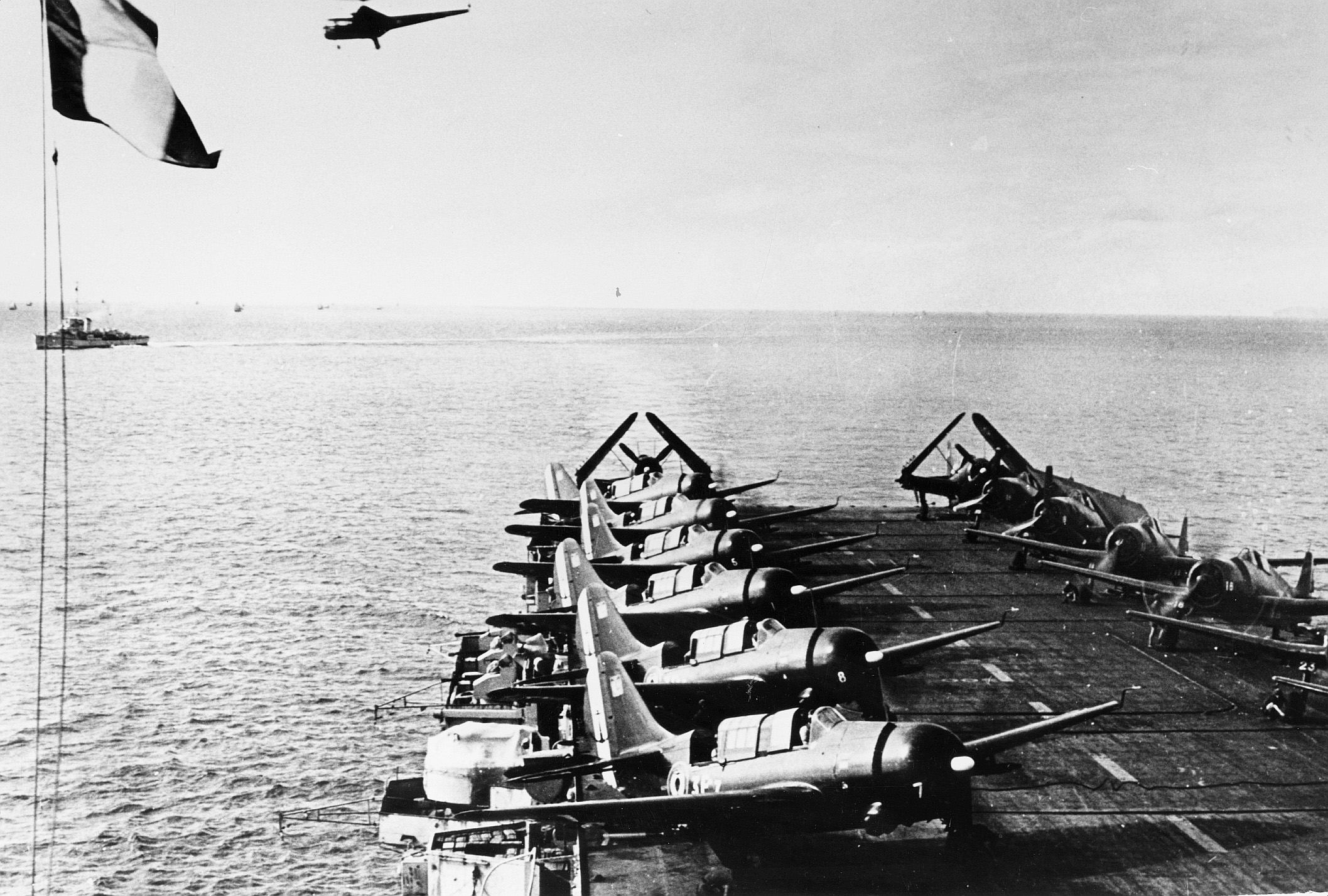
Французькі SB2C-5 на борту авіаносця «Арроманш»

Найбільшим іноземним експлуатантом «Геллдайверів» стала Франція, яка в 1949—1954 роках отримала 110 SB2C-5. В складі флотилій 3F і 9F французькі літаки брали участь в війні в Індокитаї. Тоді «Геллдайвери» діяли з бортів авіаносців «Арроманш» і «Белло Вуд». Після закінчення війни літаки продовжували використовуватись до 1959 року.
В середині 1949 року 42 SB2C-5 передали Греції, де їх використовували до 1953 року. Ще 42 SB2C-5 в 1950-53 роках отримала Італія, в ВПС цієї країни їх використовували для патрулювання аж до 1959 року. Як патрульні SB2C-5 використовували і в Португалії, яка отримала 24 такі літаки 1950 року. 6 SB2C-5 в 1951—1957 році використовував Таїланд.
150 літаків A-25A планувалось передати Австралійським ВПС, але після передачі і тестування перших 10 Австралія відмовилась від експлуатації. Аналогічна історія сталась і в випадку ВМС Великої Британії: після отримання 28 літаків з запланованих 450 контракт було розірвано, а вже отримані літаки використовували як навчальні.

## Тактико-технічні характеристики

Дані з Ударная авиация Второй Мировой — штурмовики, бомбардировщики, торпедоносцы
|                       |                       | SB2C-1C         | SB2C-3           | SB2C-4           | SB2C-5           |
| --------------------- | --------------------- | --------------- | ---------------- | ---------------- | ---------------- |
| Довжина               | Довжина               | 11,18 м         | 11,18 м          | 11,18 м          | 11,18 м          |
| Висота                | Висота                | 4,01 м          | 4,01 м           | 4,01 м           | 4,01 м           |
| Розмах крил           | Розмах крил           | 15,16 м         | 15,16 м          | 15,16 м          | 15,16 м          |
| Площа крил            | Площа крил            | 39,2 м²         | 39,2 м²          | 39,2 м²          | 39,2 м²          |
| Маса                  | пустого               | 4590 кг         | 4784 кг          | 4784 кг          | 5799 кг          |
| Маса                  | спорядженого          | 6203 кг         | 6208 кг          | 6436 кг          | 7220 кг          |
| Маса                  | максимальна злітна    |                 | 7537 кг          |                  |                  |
| Двигун                | Двигун                | Wright R-2600-8 | Wright R-2600-20 | Wright R-2600-20 | Wright R-2600-20 |
| Потужність            | Потужність            | 1700 к. с.      | 1900 к. с.       | 1900 к. с.       | 1900 к. с.       |
| Максимальна швидкість | Максимальна швидкість | 462 км/год      | 454 км/год       | 474 км/год       | 418 км/год       |
| Дальність польоту     | Дальність польоту     | 1785 км         | 1875 км          | 1880 км          |                  |
| Практична стеля       | Практична стеля       | 7370 м          | 8870 м           | 8870 м           | 8050 м           |
| Швидкопідйомність     | Швидкопідйомність     | 8,9 м/с         | 9 м/с            | 9 м/с            |                  |